# Hermannus Alemannus

Hermannus Alemannus (Hermann el Alemán) va ser un traductor de l'àrab al llatí que va treballar a Toledo entre 1240 i 1255.

## Vida
Poc o res es coneix de la seva vida. Probablement va ser un jove ben educat a Alemanya al qui les seves inquietuds intel·lectuals van portar a Toledo abans de 1240. Cap a l'any 1244 o 1245 va fer un viatge a París on va conèixer Roger Bacon i, probablement, Robert Grosseteste. Les seves traduccions estan datades entre 1240 i 1256.
No se sap què va fer entre 1256 i 1266 en què va ser nomenat bisbe d'Astorga, ciutat en què va viure fins a la seva mort a finals de 1272 o començaments de 1273.

## Obres
Es coneixen cinc traduccions seves:
- El Comentari mig d'Averrois a l'Ètica a Nicòmac, traducció datada el 3 de juny de 1240 a Toledo.[3]
- La Summa Alexandrinorum, un compendi en àrab de filòsofs alexandrins; alguns manuscrits estan datats el 1243 i altres el 1244.
- El Didascalia in Rethoricam Aristotiliis ex glosa Alpharabii, la glosa d'Al-Farabí a la Retòrica d'Aristòtil. Aquesta obra va ser impresa en el segle xv.[4]
- El Averroes in Rethoricam, de contingut discutit i datada entre 1250 i 1256.
- El Comentari mig d'Averrois a la Poètica d'Aristòtil, traducció datada el 7 de març de 1256 a Toledo.